# Sanganeb
Sanganeb (ar. سنقنيب) je atol oko 30 km² sjeveroistočno od grada Port Sudana u Crvenom moru, na sjeveru Sudana, pokrajina Al Bahr al Ahmar (ar. za „Crveno more”). Od 1990. godine atol je zaštićen kao dio Nacionalnog morskog parka atola Sanganeb zbog jedinstvenog ekosustava koraljnog grebenja na strmim podmorskim padinama. Na njemu se nalaze mnoge endemske i ugrožene vrste biljaka i životinja (u okolnim vodama su uočene, primjerice, populacije kritično ugroženih morskih kornjača, Karetne želve).
God. 2016., Pomorski nacionalni park Sanganeb i Pomorski nacionali park zaljeva Dungonaba i otoka Mukavara su upisani na UNESCO-ov popis mjesta svjetske baštine u Africi kao „skupina raznolikih koraljnih nakupina, šuma mangrova, polja morske trave, plaža i prevlaka koja su stanište velikom broju morskih ptica, morskih sisavaca, riba, kornjača i raža”.
Područje je popularno kao mjesto za ronjenje s obzirom na faunom bogato podmorje s prekrasnim koraljnim formacija i morskim psima mlatovima (Sphyrnidae). Okolna područja u Crvenome moru su poznata po dubinama do 800 m.
Na južnom rtu je koraljni greben na kojemu su 1906. godine Britanci sagradili svjetionik za obilježavanje lokacija koralja, oko 25 km od luke na obali. Originalna metalna konstrukcija je kasnije zamijenjena betonskim svjetionikom koji je i danas aktivan, a kojim upravlja sudanska vlada.

## Vanjske poveznice
|  | Zajednički poslužitelj ima još gradiva o temi Sanganeb |